# 24e cérémonie des Victoires de la musique
 (avril 2025).
La 24e cérémonie des Victoires de la musique a lieu le 28 février 2009 au Zénith de Paris. Elle est présentée par Nagui. 

## Palmarès
Les gagnants sont indiqués ci-dessous en tête de chaque catégorie et en caractères gras.

### Groupe ou artiste interprète masculin de l'année

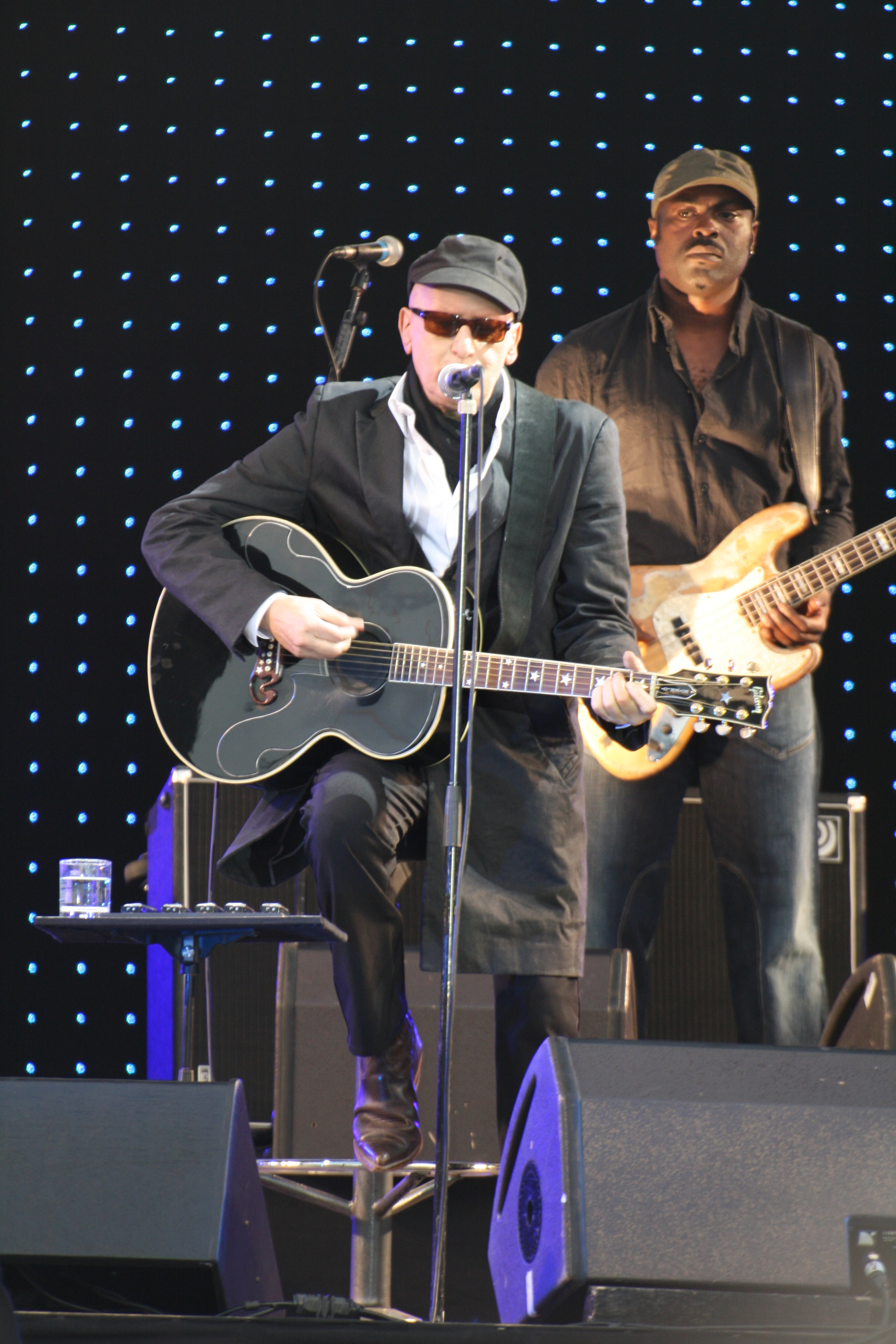
Alain Bashung, artiste masculin

- Alain Bashung (récompense remise par Olivia Ruiz)
  - Francis Cabrel
  - Manu Chao
  - Julien Clerc
  - Christophe Maé

### Groupe ou artiste interprète féminine de l'année

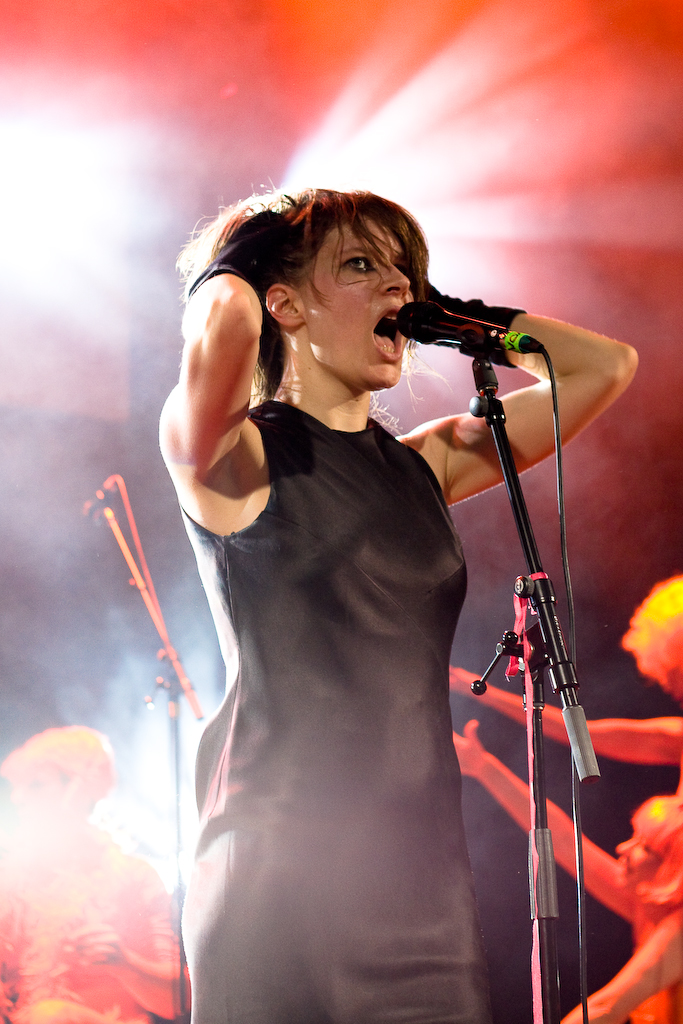
Camille, artiste féminine

- Camille (récompense remise par Alain Chamfort)
  - Anaïs
  - Yael Naim
  - Catherine Ringer

### Groupe ou artiste révélation du public de l'année

Sefyu, révélation du public

- Sefyu
  - Julien Doré
  - Pep's
  - The Dø

### Groupe ou artiste révélation scène de l'année

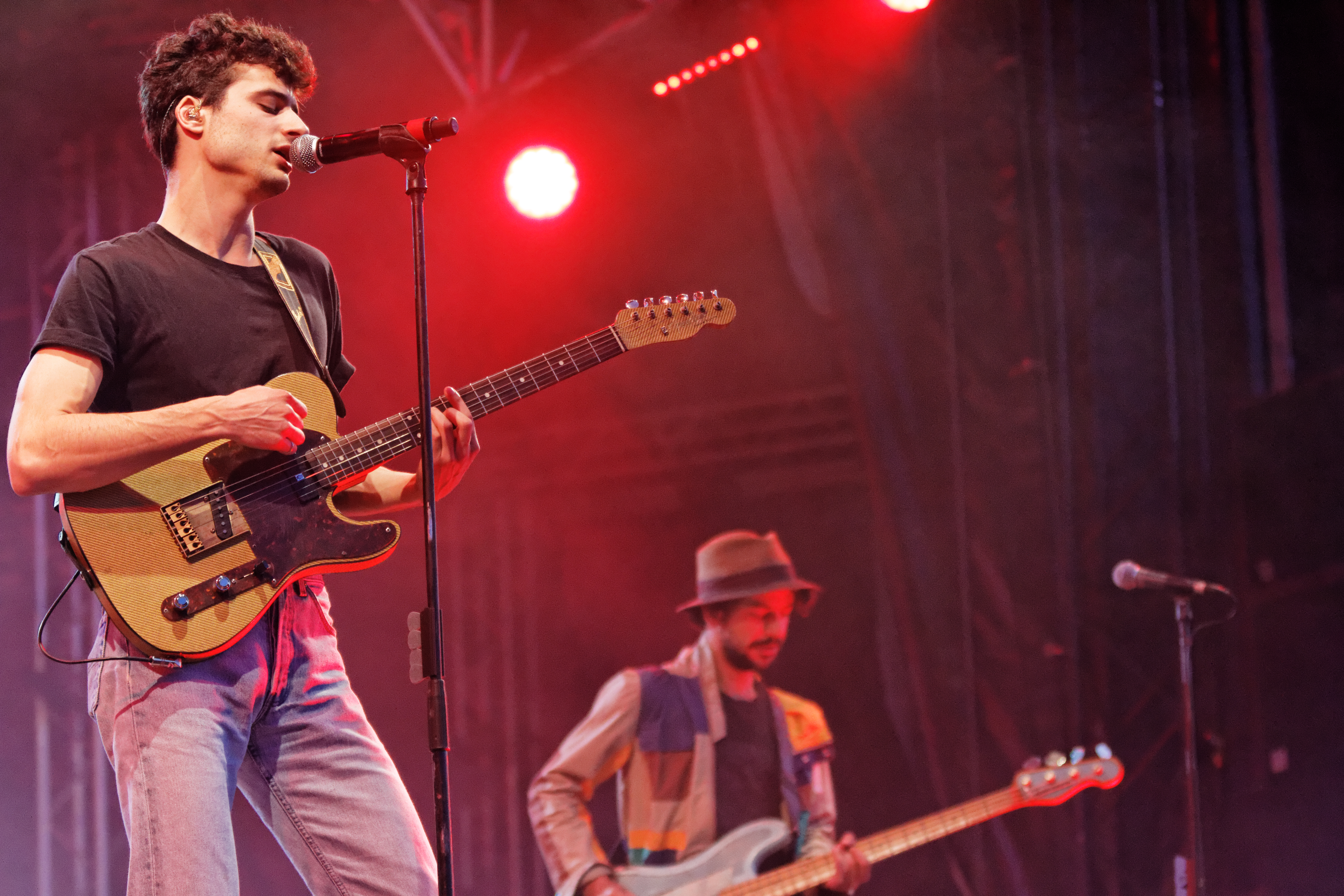
BB Brunes, groupe révélation scène

- BB Brunes
  - Micky Green
  - Moriarty
  - The Dø

### Album révélation de l'année
- Julien Doré - Ersatz  (récompense remise par Salvatore Adamo)
  - William Baldé - En corps étranger
  - Berry - Mademoiselle
  - The Dø - A Mouthful

### Album  de chansons/variétés de l'année
- Bleu pétrole d'Alain Bashung
  - Infréquentable de Bénabar
  - Music Hole de Camille
  - Quinze Chansons de Vincent Delerm

### Album  pop/rock de l'année
- L'Homme du Monde d'Arthur H (récompense remise par Étienne Daho) 
  - L'Espoir de Cali
  - Jamais la paix de Mademoiselle K
  - Varsovie - L'Alhambra - Paris de Saez

### Album de musiques urbaines de l'année
- Dante d'Abd Al Malik
  - Enfant de la ville de Grand Corps Malade
  - À l'ombre du show business de Kery James
  - Le Regard des gens de Tunisiano

### Album de musiques du monde de l'année
- Tchamantché de Rokia Traoré
  - Many Things de Seun Kuti
  - Ki dit mié de Magic System
  - Caraïbes de Slaï

### Artiste de musiques électroniques ou dance de l'année

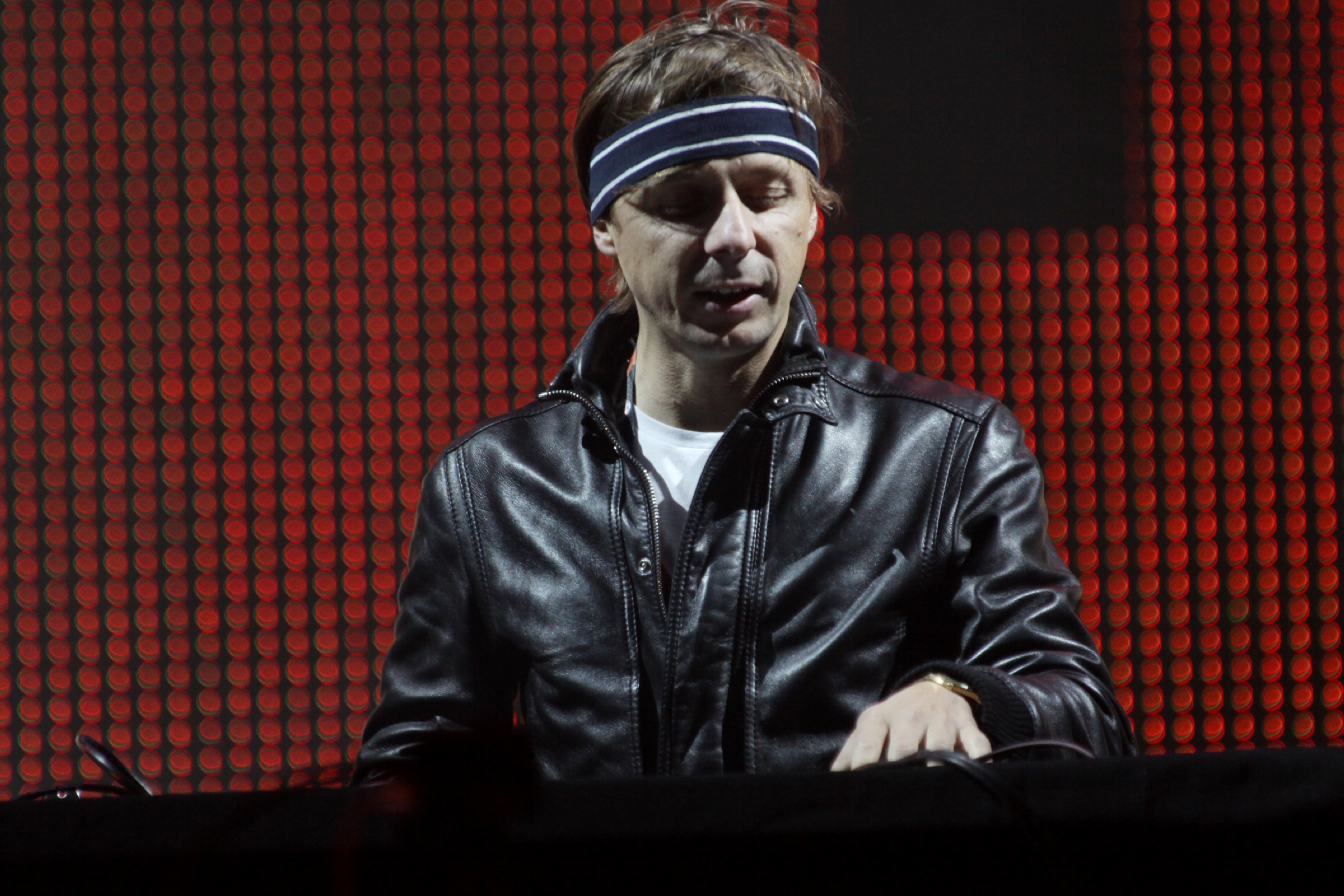
Martin Solveig, artiste de musiques électroniques ou dance

- Martin Solveig (récompense remise par Cerrone)
  - Bumcello
  - Caravan Palace
  - Laurent Wolf

### Chanson originale de l'année
- Comme un manouche sans guitare de Thomas Dutronc
  - Résidents de la République d'Alain Bashung
  - Repenti de Renan Luce[1]
  - La Belle de mai de Stanislas

### Spectacle musical, tournée ou concert de l'année
- Alain Bashung pour Bleu pétrole Tour 
  - Camille pour Music Hole Tour
  - Christophe Maé pour Comme à la maison
  - NTM pour On est encore là

### Vidéo-clip de l'année
- Les Limites de Julien Doré
  - XY de Kery James
  - C'est chelou de Zaho
  - J'étais là de Zazie

### DVD musical de l'année
- Divinidylle Tour de Vanessa Paradis
  - Un tour sur moi-même avec vous de Jean-Louis Aubert
  - Comme à la maison de Christophe Maé
  - Fermeture pour rénovation de Christophe Willem

## Victoires d'honneur
- Johnny Hallyday : le trophée lui a été remis par Christophe Maé, avant que Johnny Hallyday n'interprète Ça peut changer le monde avec son fils David à la batterie, Axel Bauer à la guitare et Christophe Maé à l'harmonica.
- Jean-Loup Dabadie : le trophée lui a été remis par Julien Clerc dont il a écrit plusieurs des grands succès ; auparavant, un hommage lui avait été rendu par un medley composé de plusieurs chansons écrites par Dabadie : Emma Daumas a interprété Holidays (de Michel Polnareff), Patrick Fiori, L'Italien (de Serge Reggiani), Martin Rappeneau, Dans la maison vide (de Polnareff), Élodie Frégé, Le Cœur trop grand pour moi (de Julien Clerc), et enfin Julien Clerc a terminé avec sa propre chanson Partir.

## Artistes à nominations multiples
- Alain Bashung (4 nominations)
- Camille (3 nominations)
- Christophe Maé (3 nominations)
- The Dø (3 nominations)
- Julien Doré (3 nominations)
- Kery James (2 nominations)

## Artistes à récompenses multiples
- Alain Bashung (3 récompenses)
- Julien Doré (2 récompenses)